# Dialan sur Chaîne
Dialan sur Chaîne is een gemeente in het Franse departement Calvados (regio Normandië). De plaats maakt deel uit van het arrondissement Vire. Dialan sur Chaîne is op 1 januari 2017 ontstaan door de fusie van de gemeenten Jurques en Le Mesnil-Auzouf. Dialan sur Chaîne telde op 1 januari 2022 1.009 inwoners.

## Geografie
De oppervlakte van Dialan sur Chaîne bedroeg op 1 januari 2022 21,93 vierkante kilometer; de bevolkingsdichtheid was toen 46 inwoners per km².
De onderstaande kaart toont de ligging van Dialan sur Chaîne met de belangrijkste infrastructuur en aangrenzende gemeenten.

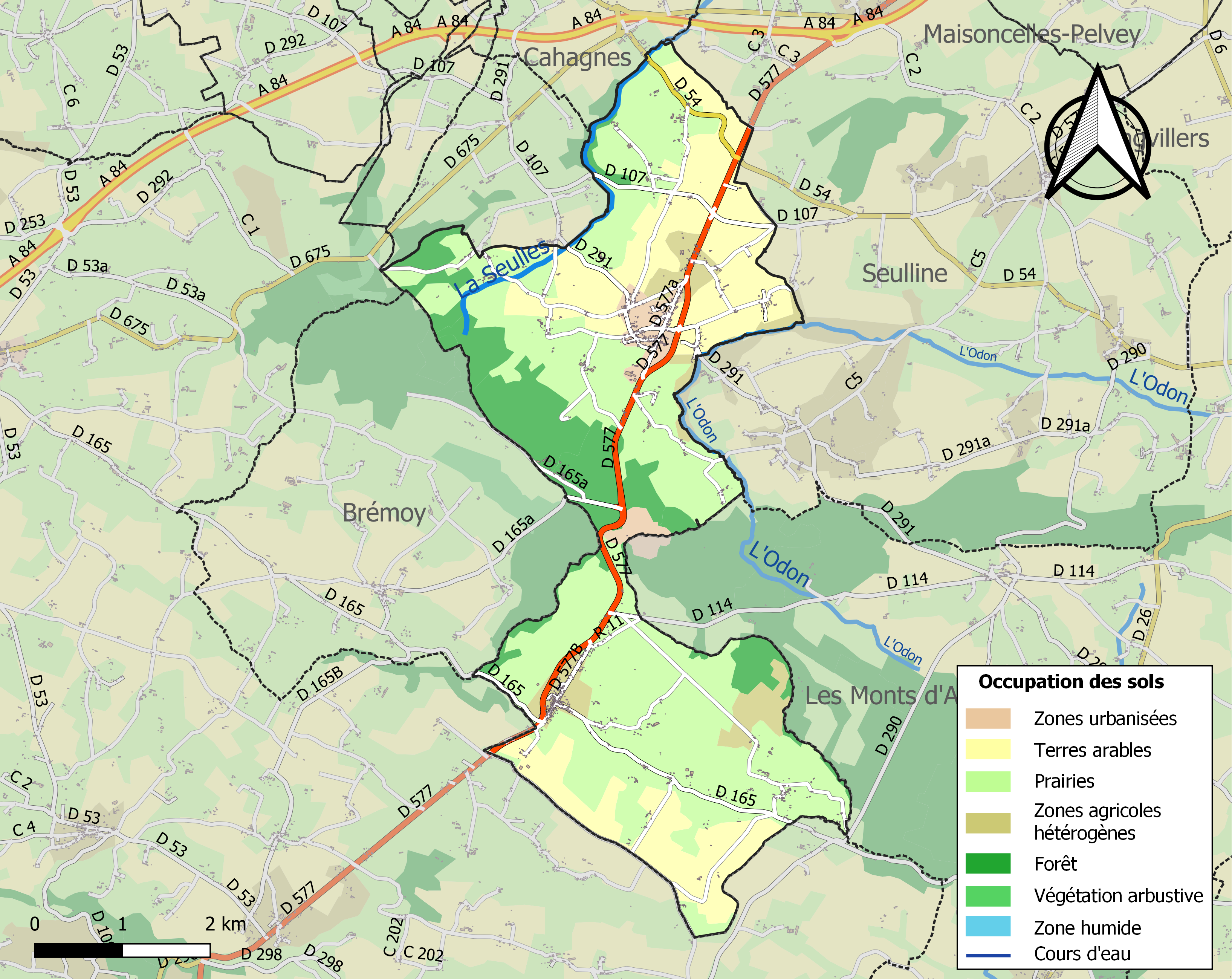